# Ніж у воді

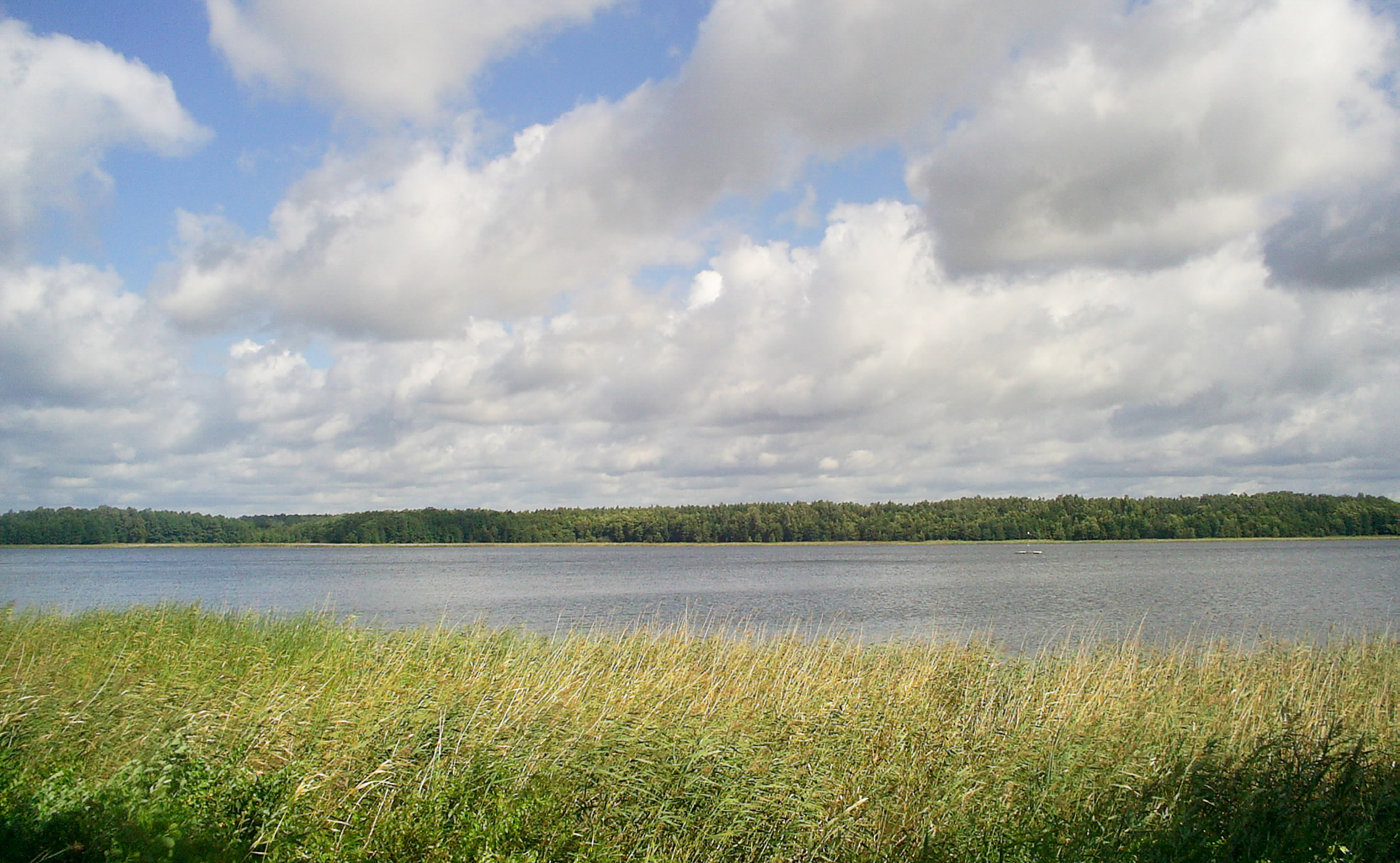
Озеро Кісайно, де відбувалися зйомки

«Ніж у воді» (пол. Nóż w wodzie) — польський художній фільм з елементами психологічного трилера 1962 року випуску, режисера Романа Полянського. Це перший повнометражний художній фільм Полянського, який започаткував його міжнародну кар'єру. Фільм отримав премію Міжнародної федерації кінопреси на Венеційському кінофестивалі і був номінованим на премію Оскар як найкращий іноземний фільм. Фільм отримав визнання серед кінокритиків і його вважають одним з кращих фільмів Полянського.

## Сюжет
Ще молодий успішний спортивний журналіст Андрій і його молода дружина Христина на власному автомобілі поспішають до безлюдного озера на Мазурах щоб під час вихідних поплавати на своїй яхті «Христина». Ніби нічого особливого, однак у їх відносинах відчувається деяке напруження, яке підсилюється, коли на їх дорозі з'являється молодий хлопець, ймовірно студент, котрий хоче під'їхати автостопом, і мало не потрапляє під колеса авто. Владний і дещо зарозумілий Андрій мало не з кулаками кидається на хлопця, та все ж погоджується його підвезти. Несподівано журналіст пропонує хлопцеві спільну прогулянку на вітрильнику. І конфлікт неминуче загострюється. Чоловіки занадто різні. У них різний світогляд, економічний статус, вік, життєвий досвід, ставлення до життя. Єдине, що у них спільне — бажання похизуватися перед жінкою своїми перевагами. Психологічна дуель доводить суперників майже до кримінального злочину. Хто ж стане переможцем …

## Ролі виконують

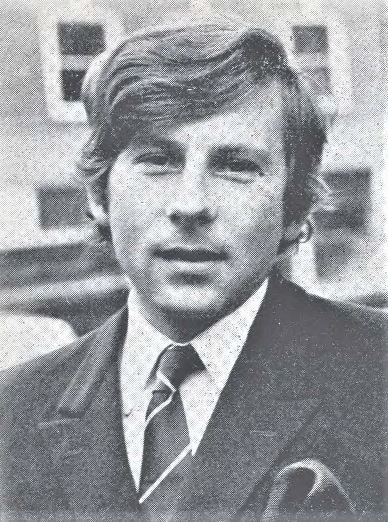
Роман Полянський 1969

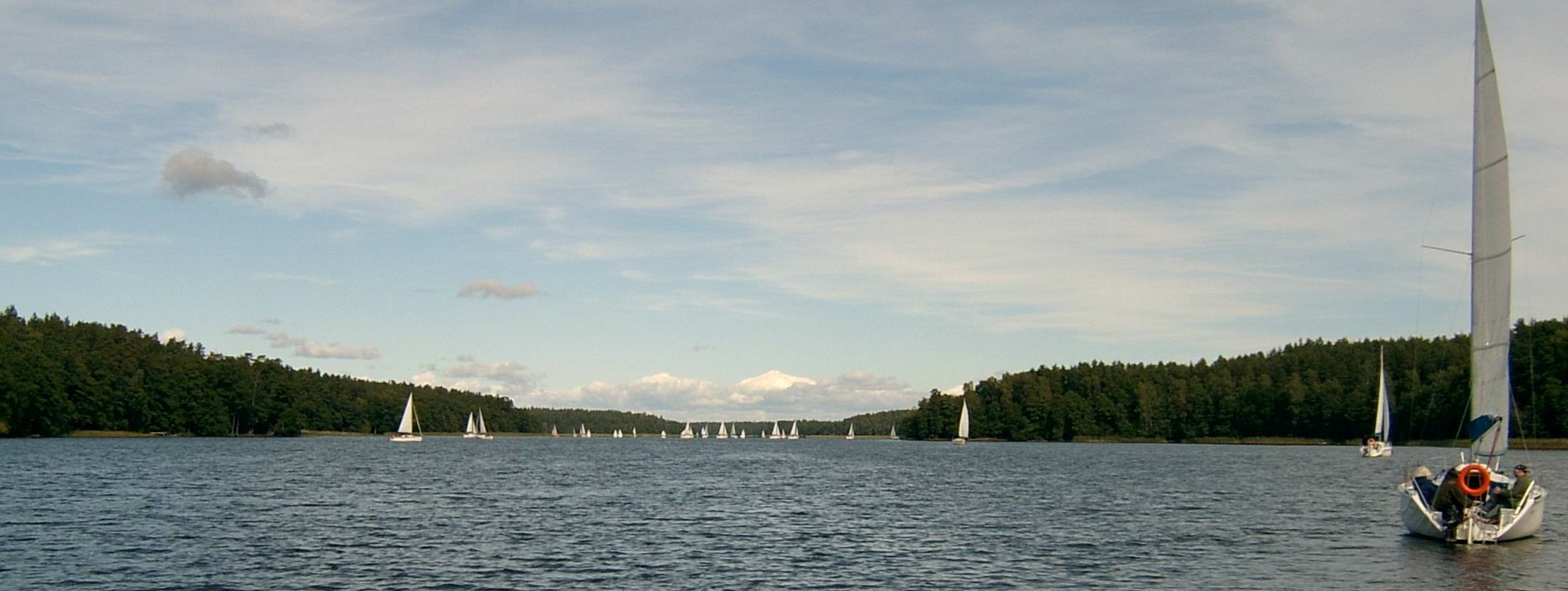
Яхти на Мазурських озерах

| Актор             | Роль           |
| ----------------- | -------------- |
| Йоланта Умецька   | Христина       |
| Леон Нємчик       | Андрій         |
| Зигмунд Маланович | Хлопець        |
| Роман Полянський  | голос Хлопця   |
| Анна Цепелевська  | голос Христини |

## Навколо фільму
- Це перша польська кінострічка, яка була номінована на премію «Оскар» як найкращий фільм іноземною мовою.
- Це єдиний фільм, який Роман Полянський зняв у Польщі.
- Фільм був дебютом як для Йоланти Умецької, так і для Зигмунда Малановича.
- Зигмунд Маланович говорив басом, який був абсолютно невідповідним для персонажа Хлопця, тому на екрані він «розмовляє» голосом Романа Полянського.

## Нагороди
| Рік  | Нагорода                   | Категорія                              | Номінант         | Результат |
| ---- | -------------------------- | -------------------------------------- | ---------------- | --------- |
| 1962 | Венеційський кінофестиваль | Премія Міжнародної федерації кінопреси | Роман Полянський | Так       |
| 1962 | Золота качка               | Польська кінопремія журналу Film       | фільм            | Так       |
| 1964 | Оскар                      | Найкращий фільм іноземною мовою        | фільм            | Ні        |
| 1964 | БАФТА                      | Найкращий фільм з будь-якого джерела   | фільм            | Ні        |